# Stemma della Città del Vaticano
Lo stemma dello Stato della Città del Vaticano è l'emblema araldico dello Stato indipendente della Città del Vaticano.
Esso è descritto ufficialmente all'articolo 23.2 della Legge fondamentale dello Stato della Città del Vaticano, aggiornata il 13 maggio 2023 da papa Francesco, che riprende il contenuto dell'articolo 19 della prima Legge Fondamentale dello Stato, emanata nel 1929 da papa Pio XI ed adottata con effetto immediato.
Entrambi questi documenti presentano l'illustrazione dello stemma dello Stato accompagnato dalle parole «Chiavi decussate sormontate dal triregno in campo rosso» sotto la voce "Allegato B. Stemma ufficiale dello Stato della Città del Vaticano".

## Descrizione
Lo stemma rappresenta due simboli della Chiesa cattolica, che ha sede in questo Stato: il triregno e le chiavi di San Pietro.

### Il triregno
Il triregno, o tiara, è il copricapo proprio del Papa: rappresenta la triplice Chiesa (militante, sofferente, trionfante), ma anche i tre poteri del Papa, padre dei principi e dei re, rettore del mondo e vicario di Cristo in Terra. Dal triregno pendono le infule, ciascuna decorata da una croce patente.

### Le chiavi
Sotto al triregno sono rappresentate le chiavi, simbolo del legato che Gesù Cristo ha lasciato a San Pietro (la custodia delle chiavi del Regno) e quindi alla cristianità, decussate a Croce di sant'Andrea. Le chiavi di san Pietro decussate sono diventate, fin dal XIV secolo, l'insegna ufficiale della Santa Sede.
Le due chiavi sono una d'oro e l'altra d'argento; solitamente sono posizionate con i congegni (traforati a forma di croce, come simbolo religioso) posti all'esterno, orientati in alto, rivolti verso il cielo. Si noti che la chiave dorata punta a destra: è l'opposto dello stemma utilizzato per simboleggiare il papato e la Santa Sede; essa allude al potere sul regno dei cieli. Quella d'argento, «a sinistra», indica invece l'autorità spirituale del papato in terra.
Le impugnature, rivolte in basso, come se fossero «nelle mani del Vicario di Cristo», non hanno una codifica precisa e possono variare secondi il gusto di chi le rappresenta, dal gotico al barocco; sono unite alle impugnature da due cordoni che terminano con fiocchi, rossi, argento, oro od azzurri: questi cordoni alludono al legame dei poteri temporale e spirituale del Papa.